# Francisco de Bragança, Duque de Beja
D. Francisco de Bragança (Lisboa, 25 de Maio de 1691 - Óbidos, 21 de Julho de 1742), de seu nome completo Francisco Xavier José António Bento Urbano de Bragança, foi um infante de Portugal, 3º filho do rei D. Pedro II de Portugal e de sua 2ª esposa Maria Sofia de Neuburgo. Foi batizado pomposamente a 20 de junho de 1691 em Lisboa, na capela real, pelo arcebispo de Lisboa e capelão-mor D. Luís de Sousa, sendo padrinho o Eleitor Palatino, irmão de sua mãe, em seu nome o Cardeal Veríssimo de Lencastre, arcebispo primaz de Braga e Inquisidor-Geral do Reino.

## Biografia
Foi feito pelo pai 7.º Duque de Beja, Condestável de Portugal, Prior do Crato e ainda foi o 2º Senhor da Casa do Infantado. Já em 1° de dezembro de 1697, nas Cortes que juraram o príncipe D. João como herdeiro do Reino, D. Francisco desempenhou a função de Condestável. Jamais um infante obtivera tantos bens e deles usufruiu largamente, pois ao morrer estava cheio de dívidas.

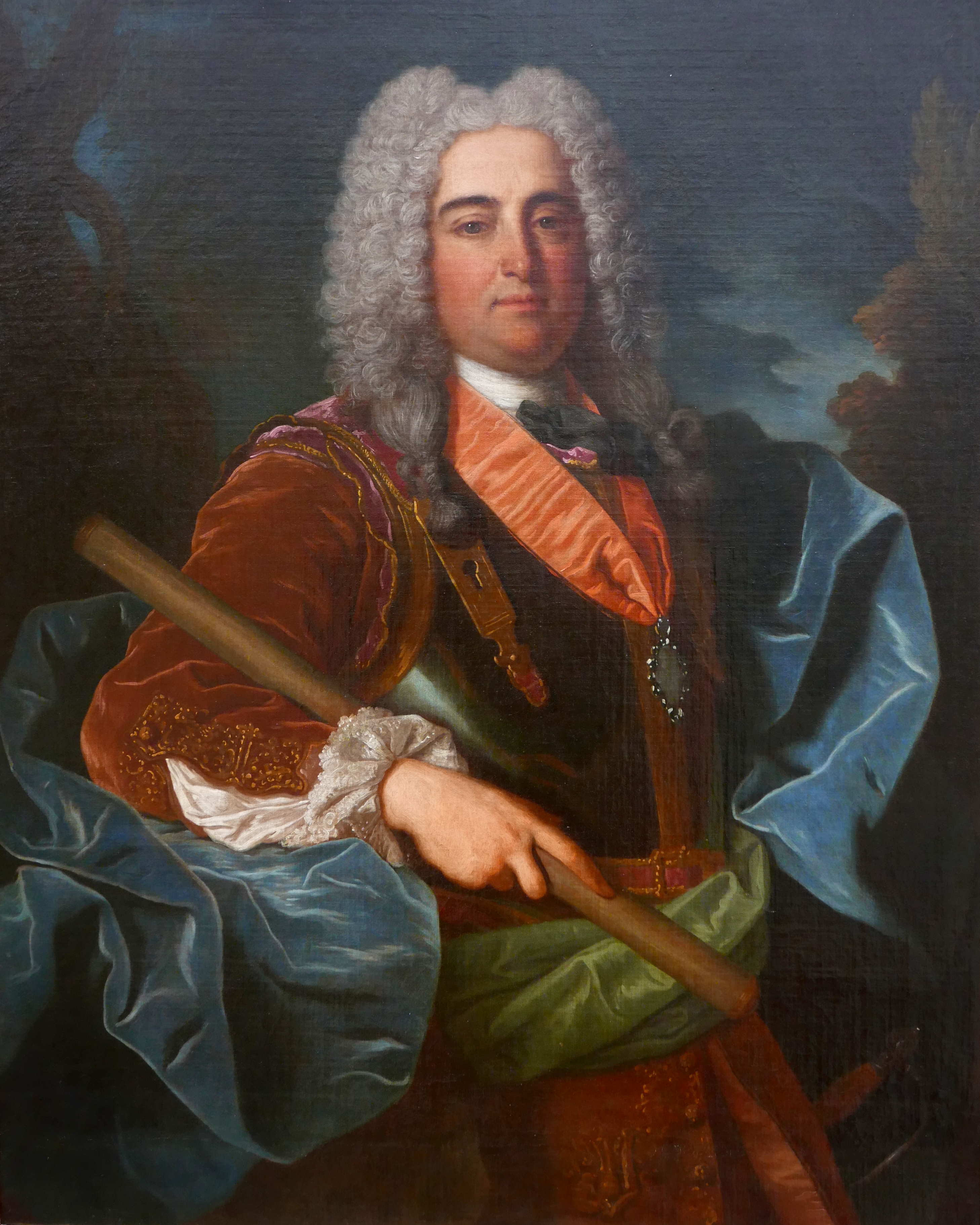
Francisco de Bragança, Duque de Beja por Jean Ranc, 1729

Em 1699, com a morte da rainha D. Maria Sofia de Neuburgo, a figura feminina na educação dos infantes foi ocupada pela tia paterna, D. Catarina Henriqueta de Bragança, rainha da Inglaterra, irmã de D. Pedro II. Aos 13 anos, em 1704, foi acometido do mal das bexigas. Apesar da gravidade da doença, D. Francisco recuperou-se. Todavia, sua irmã mais nova, a infanta D. Teresa, então prometida em casamento ao arquiduque Carlos, pretendente ao trono espanhol durante a Guerra de Sucessão espanhola, não resistiu e faleceu. Nos dois anos seguintes faleceram a tia D. Catarina (1705) e o pai D. Pedro II (1706).
D. João V foi aclamado em 01 de janeiro de 1707 e poucos dias depois, por alvará do dia 12, dispensou D. Francisco, então com 15 anos, da Lei de Maioridade, para que pudesse administrar a Casa do Infantado. A Guerra da Sucessão espanhola e a juventude do infante fizeram-no desejar visitar a frente de Batalha. Porém, o Conselho de Estado não concedeu a permissão necessária para deixar Lisboa. Anos depois, seu irmão mais novo, infante D. Manuel, mais ousado que D. Francisco, fugiu de Lisboa. Ocupou-se ainda D. Francisco de assuntos náuticos, armando navios com recursos próprios e que tiveram participação decisiva na Batalha de Matapão em 1716.
Tristemente célebre pela perversidade da índole. Diz dele Veríssimo Serrão que «continua a ser uma personagem enigmática da nossa história», «a quem se atribui o projeto de, por meios violentos, substituir o irmão no trono. Faltam as provas seguras do asserto, ainda que o infante não deixasse boa lembrança de seu nome, pelo instinto cruel e pela rudeza do seu viver. Dedicava o tempo ao exercício da caça, primeiro em Salvaterra e depois na tapada de Samora, raramente vindo ao Paço para participar nas solenidades religiosas. (...) Tudo é misterioso no seu comportamento sendo quase certo que a partir de 1715 se consumou a sua rutura com a família real».
Verdadeiro criminoso, muito novo, um dos seus diletos divertimentos, para mostrar a perícia em atirar ao alvo, era fazer fogo sobre os pobres marujos, que no serviço de bordo se empoleiravam nos mastros dos navios no Tejo, e que o saudavam quando o viam passar pelo rio. Em Queluz, era o terror de toda a gente pelas crueldades. Ambicioso, alimentava a ideia de usurpar a coroa ao irmão como seu pai havia feito a seu tio, D. Afonso VI; por isso, para em tudo seguir aquele exemplo, quando D. João V saía de Lisboa, chegava a incomodar a rainha D. Maria Ana de Áustria, sua cunhada, fazendo-lhe corte descarada e inconveniente, procurando indispô-la contra o marido com intuitos ambiciosos. A rainha, receando muito do seu caráter, procurou impedir a devota peregrinação que o rei projetava a Nossa Senhora do Loreto, na Itália. Seus lisongeiros dizem que tinha grandes conhecimentos de náutica, teóricos e práticos. Rebelo da Silva, na Mocidade de D. João V, e A. F. Barata, nos Jesuitas da côrte, falam do antipático personagem que se distinguiu pela crueldade e ambição.      

## Descendência
D. Pedro II havia recomendado ao Príncipe em Testamento datado de setembro de 1704, o casamento de D. Francisco. E o Conde de Vila Maior, nomeado embaixador na corte de Viena pouco antes da morte de D. Pedro II, tinha a missão de solicitar a mão de uma das arquiduquesas ao Príncipe D. João e arranjar um casamento para D. Francisco. A corte imperial cedeu ao pedido de D. João V para casar-se com a arquiduquesa D. Maria Ana, mas recusou o pedido de casamento de outra arquiduquesa, Maria Madalena, para o infante D. Francisco. Alegou-se o péssimo estado de saúde da arquiduquesa, os custos elevados para mais uma viagem e a condição de príncipe não-reinante de D. Francisco.
Celibatário, deixou dois filhos de Mariana da Silveira, freira, morta no quarto que habitava no Convento de Santana em Lisboa, aquando do terramoto de 1755: 
- 1 - Pedro de Portugal (morto em 1741)
- 2 - João da Bemposta (1726-1780), reconhecido como sobrinho natural de el-rei D. João V, foi capitão-general das armadas reais e galeões de alto bordo, mordomo-mor, conselheiro de Estado e guerra, e senhor de uma grande casa, precedendo a todos os titulares da corte nas funções em que esta se reunia na presença do monarca. Casado com a duquesa de Abrantes, mas sem geração.

Faleceu na Quinta das Gaeiras, de Bernardo Freire de Sousa, em Óbidos. Foi sepultado no Panteão dos Braganças no Mosteiro de São Vicente de Fora. Por sua morte sem descendentes legítimos, a herança da Casa do Infantado foi disputada pelos infantes D. António e D. Pedro, respetivamente irmão e sobrinho de D. Francisco. D. João V decidiu a demanda em favor de seu filho D. Pedro, que mais tarde casou-se com D. Maria I e reinou como D. Pedro III de Portugal.